# Condado de Marshall (Iowa)
O Condado de Marshall é um dos 99 condados do estado norte-americano do Iowa. A sede do condado é Marshalltown, que é também a sua maior cidade. O condado tem uma área de 1484 km² (dos quais 2 km² estão cobertos por água), uma população de 40 648 habitantes, e uma densidade populacional de 27 hab/km² (segundo o censo nacional de 2010). O seu nome é uma homenagem a John Marshall (1755–1835), que foi Chefe de Justiça dos Estados Unidos.